# Füchtenfeld
Füchtenfeld ist eine Ortschaft in der Einheitsgemeinde Wietmarschen im niedersächsischen Landkreis Grafschaft Bentheim. Der Ort mit etwa 650 Einwohnern liegt nördlich von Wietmarschen an der Kreisstraße 38. Östlich verläuft die A 31. Nördlich direkt anschließend liegt das 1.580 Hektar große Naturschutzgebiet Dalum-Wietmarscher Moor.

## Geschichte
Im Jahre 1937 wurde im Wietmarscher Moor ein Reichsarbeitsdienstlager errichtet. Geplant war, dort rund 10.000 junge Arbeitsdienstler und 11.000 Strafgefangene unterzubringen, um das Moor zu kultivieren. Dieses Vorhaben wurde jedoch nach Kriegsbeginn nicht weitergeführt. 1941 wurden die Baracken des Lagers für die Unterbringung von überwiegend russischen Kriegsgefangenen genutzt. Am 19. September 1941 war das „Lager XIII Wietmarschen“ mit 2700 sowjetischen Kriegsgefangenen belegt. Nach Kriegsende wurde das Lager zunächst ausgebessert; es sollte Flüchtlingen und Vertriebenen als erste Notunterkunft dienen. In der Kreistagssitzung vom 17. Dezember 1946 wurde beschlossen, das Lager als Füchtenfeld (feuchtes Feld) zu bezeichnen – zunächst nicht als Gemeinde- oder Ortsbezeichnung, sondern nur als technische Bezeichnung des Lagers Wietmarschen unter Behörden.
Zeitweise wohnten bis zu 1100 Flüchtlinge und Vertriebene im Barackenlager. Durch die Ölindustrie in Georgsdorf, Osterwald und Alte Piccardie fanden viele Familien eine neue Existenzgrundlage. Auf Initiative von Herrn Schmidt und des Pastors Wille wurde Füchtenfeld erhalten und als Ort ausgebaut: Die ersten Häuser wurden 1952 bezogen.

## Kirchen
- Die evangelische Zufluchtskirche ist ein in den 1960er Jahren eigens für Vertriebene und Flüchtlinge errichtetes Kirchengebäude.
- Die katholische Kirche Heilig Kreuz, eine Filialkirche von St. Johannes Apostel Wietmarschen, wurde im Juni 2010 entwidmet und im Oktober 2010 abgerissen (siehe Liste der Kirchen im Bistum Osnabrück).

## Sehenswürdigkeiten
In Füchtenfeld befindet sich ein über sechzig Jahre alter, kostenlos zugänglicher Rhododendronwald. Er gehört zur Baumschule Germer und steht seit 1986 unter Denkmalschutz (siehe auch Liste von Rhododendron-Parkanlagen).

## Vereine
In Füchtenfeld sind der Fußballsportverein FSV Füchtenfeld e. V. und die Dorfgemeinschaft Füchtenfeld e. V. beheimatet. Jährliche Veranstaltungen sind die Sportwoche, das Winterfest, der Weihnachtsmarkt, die Tagesfahrt der Dorfgemeinschaft und das Adventsfrühstück. Der FSV bietet darüber hinaus verschiedene Sportangebote wie Fußball, Gymnastik, Boule usw. an. Die Dorfgemeinschaft betreibt eine Homepage mit weiterführenden Informationen über Füchtenfeld und regt gegenüber der politischen Gemeinde immer wieder Verbesserungen an.